# Mont Bréquin
Le mont Bréquin est un sommet de France situé dans le massif de la Vanoise, en Savoie, dans la région Auvergne-Rhône-Alpes.

## Toponymie
Le nom du mont Bréquin, ou Brequin, semble, pour Adolphe Gros, une variante de Berquin, nom faisant référence à un propriétaire voisin du sommet.

## Géographie

### Situation
Le mont Bréquin est un sommet culminant à 3 134 mètres d'altitude entre les communes des Belleville, de Saint-Michel-de-Maurienne et d'Orelle.
Ce sommet est la limite sud de la vallée des Belleville qui la sépare de la vallée de la Maurienne. Il est entre la cime de Caron qui se trouve à l'est, le mont du Chat qui est à l'ouest et l'aiguille de Bertin qui est au sud-est.

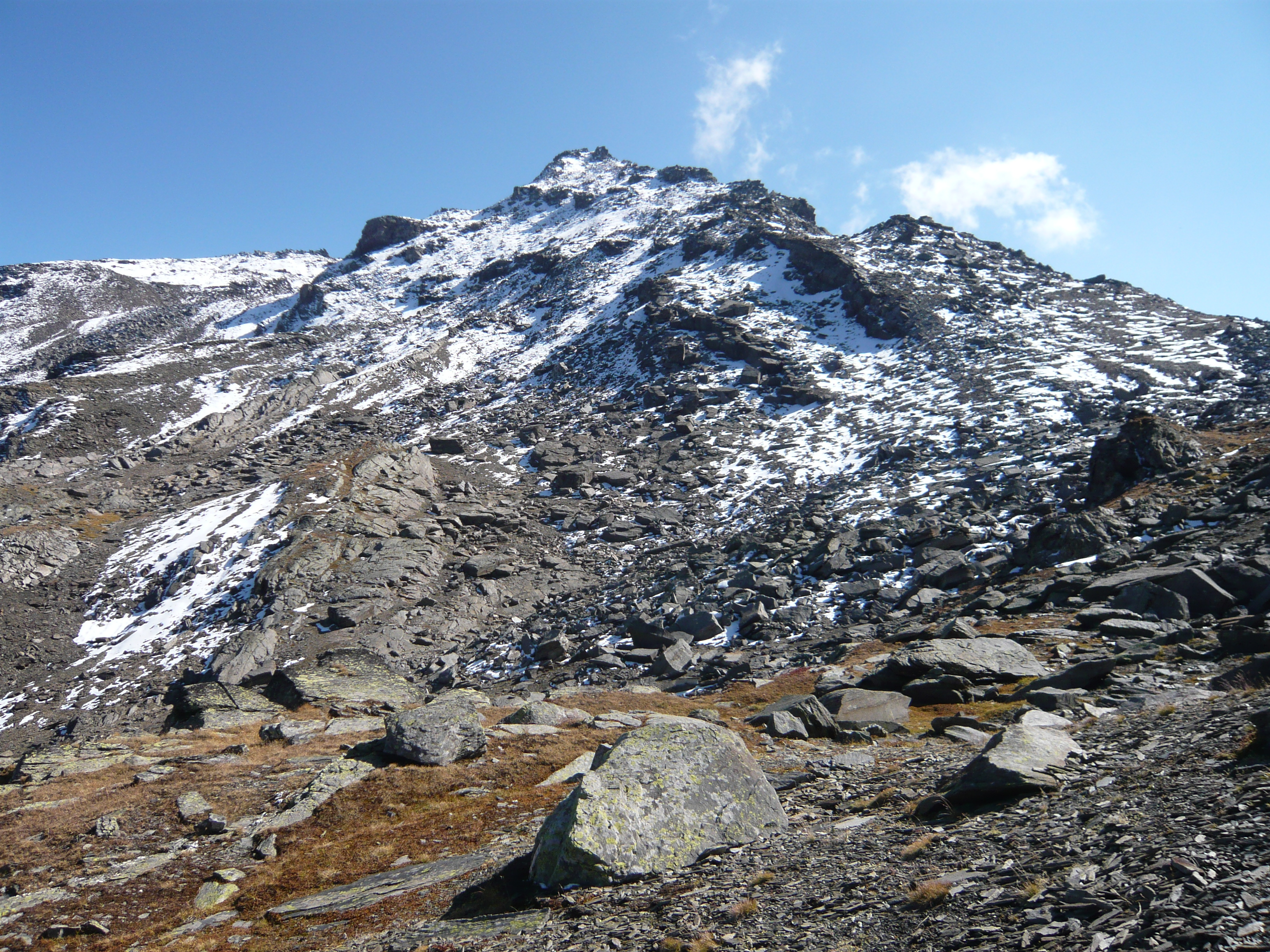
Le sommet depuis le col de la Vallée-Étroite.
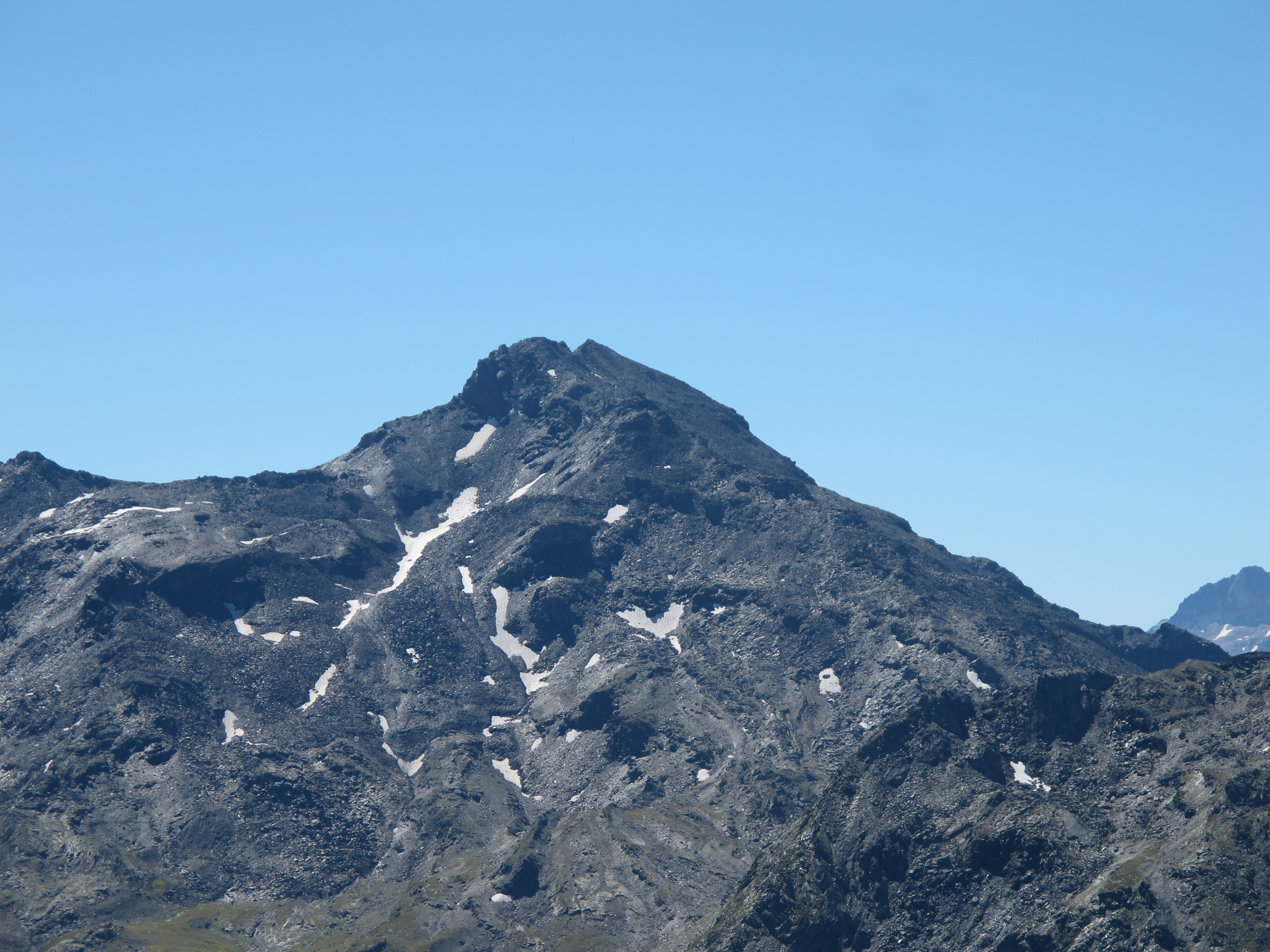
Vue du mont Bréquin depuis Les Belleville.
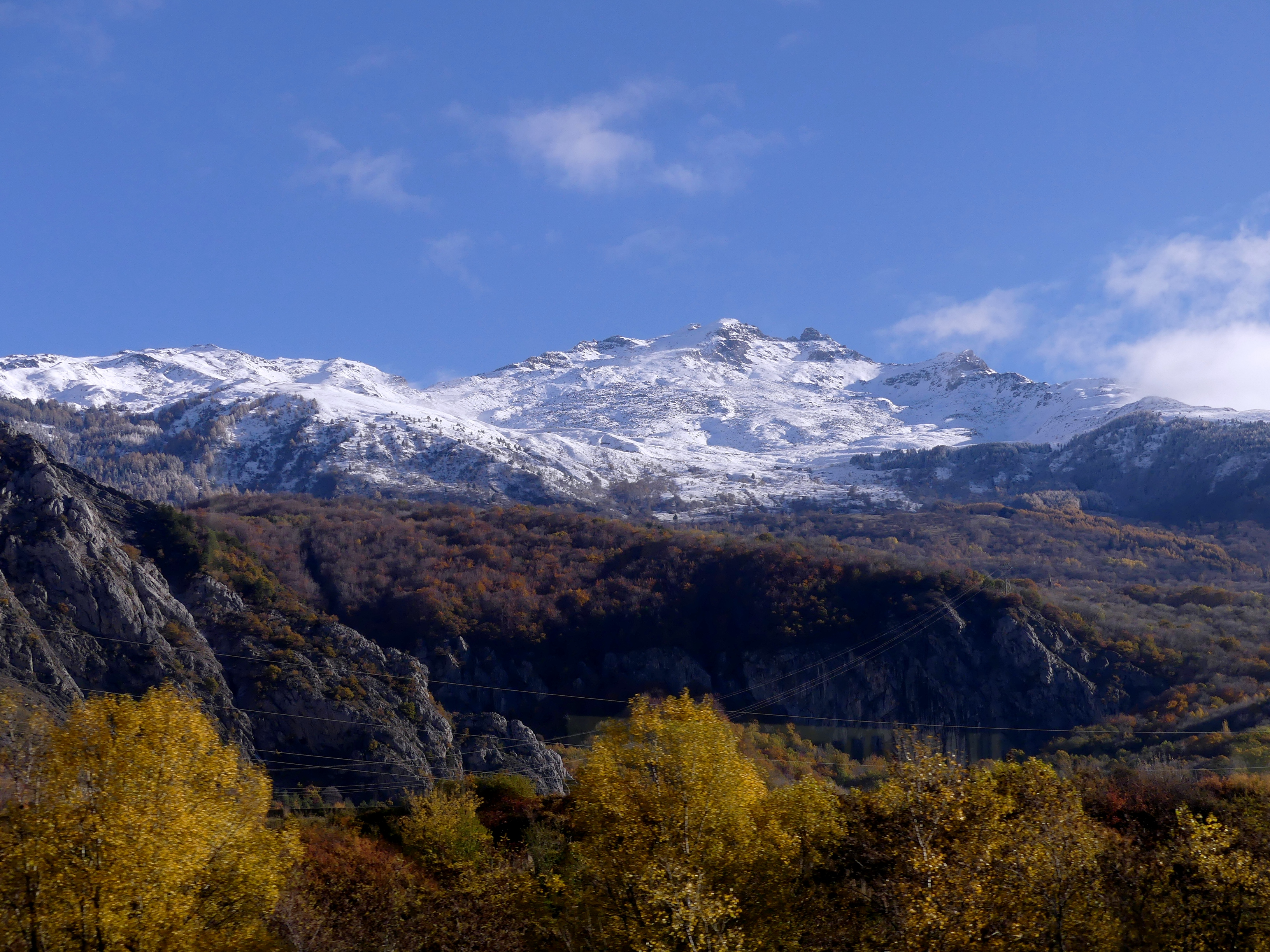
Mont Bréquin depuis Saint-Michel-de-Maurienne.

### Géologie
Ce sommet est principalement constitué de conglomérats, de grès et d'arkoses micacés, de schistes (notamment des lutites et des siltites), de charbon (particulièrement de l'anthracite), datant d'entre le Westphalien et le Stéphanien inférieur,.

## Accès
On peut accéder au mont Bréquin à partir des Ménuires dans la commune des Belleville, dans la vallée des Belleville,.
On peut aussi accéder à ce sommet par Beaune ou Le Thyl (deux hameaux de Saint-Michel-de-Maurienne) ainsi que par Bonvillard (hameau d'Orelle), dans la vallée de la Maurienne.